# OgaFight
OgaFight是一款由國立雲林科技大學數位媒體設計系學生團隊CVER.NET開發的3DACT類持續性網頁遊戲。

## 概要
OgaFight的遊戲風格接近2D遊戲。與多數持續性網頁遊戲不同點在於著重對人戰鬥的格鬥玩法，算是較著重Hardcore玩家的遊戲。

## 遊戲系統
玩家通過與NPC對話，然後在與怪物或玩家戰鬥的形式進行遊戲。

### 操作
在戰鬥過程中使用鍵盤操作，在進行與NPC的對話和技能設定時候使用滑鼠。玩家可以通過戰鬥前自訂技能快捷鍵定義自己喜歡的鍵位。
但提示不足，需要摸索後才能上手。

### 故事背景
不知道從何時開始，我們居住的星球，受到大量外星生命的侵擾，在科技與種族劣勢上，人類像是畜牲一般被外星人蓄養，進行實驗與提供能量，數量越來越稀少，瀕臨滅絕。在一次因緣際會中，反抗軍捕獲了某種戰鬥型外星生命的幼苗，人類的存亡燃起了一線生機。世界政府設立了「新型態戰鬥Oga開發組織」。 人工生命──Oga，取自於Organism，有機體。Oga是夥伴的角色，能夠獨當一面戰鬥。遊戲中將會出現數種Oga，因為種族不同，能夠使用的能力不同。（類似職業的區別）不同種族擁有不同強勢的特性，不同種族無法完全學習對方技能，但可以領悟到相似的技能。在一般情況下無法使用其他種族的能力，但有可能藉由基因改造得以學習。Oga的學習承載有限，同時只能記住8種技能，透過記憶晶片，曾經學習的技能能夠被再次記憶。藉由研究改造外星生命的基因，創造出能夠足以抗衡的戰鬥單位。玩家扮演的主角原先是隸屬於特種部隊，擁有基本綜合格鬥技與暗殺的基礎。受命擔任新型態的戰鬥Oga訓練員，為了保衛世界和平而努力。

### 戰鬥系統
分為在基地內找鬥技場管理員進行的「戰鬥訓練」及對抗外星生物的「任務」，但兩者目前皆無任何獎勵，推測未來會針對此項目進行改版。

### 玩家對戰
透過鬥技場管理員選擇「找人戰鬥」，也就是PK。
任何玩家都可以透過鬥技場管理員建立單獨的決鬥房間等待其他玩家進入，房間的最大人數為2人，當其他玩家進入房間後，房主就可以讓對戰開始。
對戰為玩家擊敗對手得勝利。對戰結束後，會顯示戰勝的一方，除了可選擇重新開始對戰或離開外，也能發佈戰鬥結果至Facebook。

## 交流系統

### 好友系統
玩家可以直接在Facebook上尋找有在玩此遊戲的好友，也可以點擊邀請好友來玩遊戲的方式添加好友。好友名單的窗口可以顯示對方的照片，還能顯示對方是否出借了玩家的Oga。

### 出借系統
這個遊戲最特別的地方是可以不經對方允許便出借對方的Oga(這與故事背景有關，玩家其實皆是屬於同單位，共同敵人為外星生物)，但被借走的一方可以自由決定是否要將自己的Oga召回。
借來的Oga在頭上會顯示主人的照片，各項Facebook動態發佈也會發佈至Oga主人的塗鴉牆。

## 角色養成

### 概述
玩家角色本身無法被養成，可養成的部分為自己所擁有的Oga或好友的Oga。

### 訓練系統
玩家可以在個人房間內訓練自己的Oga，並且使其能力提升，不過目前似乎還無法明顯看出訓練成果和戰鬥能力間是否有關聯性。

### 進化系統
玩家可以帶著符合進化條件的Oga去研究室進行進化，進化後會得到新的技能，但目前進化條件未明。

### 技能
分為通用技能及特殊技能，通用技能如攻擊、防禦……等，而特殊技能則為各屬性Oga各自持有。

## 遊戲角色
人類角色只分為男性和女性，直接透過Facebook資料做為角色配置依據。
Oga方面目前可在研究室看到地、冰、火三種屬性各三隻，推測應為地水火風四元素為發展方向。

### 地屬性
褐色外型類似松果，技能只有通用技能，實戰能力不高。

### 水屬性
藍色外型，身上有冰塊造型的刺，擅長遠距離戰鬥。

### 火屬性
紅色火焰外型，攻擊速度快，擅長近距離戰鬥。

## 製作名單
- 指導教授：張登文
- 美術設計：王昶元、柯宇軒
- 程式設計：吳筱楓
- 音樂製作：黃亭堯
- 製作團隊：CVER.NET